# Buchenavia rabelloana
Espèce
Classification phylogénétique
Statut de conservation UICN

 EN  : En danger
Buchenavia rabelloana est une espèce de plantes à fleurs du genre Buchenavia de la famille des Combretaceae trouvée au Brésil, dans l'État de São Paulo. Elle pousse en milieu tropical humide.
Selon Plants of the World Online, c'est un synonyme de Terminalia parvifolia subsp. rabelloana.